# 1053
Évszázadok: 10. század – 11. század – 12. század
Évtizedek: 1000-es évek – 1010-es évek – 1020-as évek – 1030-as évek – 1040-es évek – 1050-es évek – 1060-as évek – 1070-es évek – 1080-as évek – 1090-es évek – 1100-as évek
Évek: 1048 – 1049 – 1050 – 1051 –  1052 – 1053 – 1054 – 1055 – 1056 – 1057 – 1058

## Események
- június 18. – A civitatei csata. Humphrey grófjának 3000 fős normann lovas serege megfutamítja IX. Leó pápa seregét, a pápa fogságba esik.[1]
- Malcolm Canmore meghódítja Skóciát.
- I. András békét köt III. Henrik német-római császárral, és fiát, Salamont eljegyzi a császár lányával, Judittal.

## Születések
- július 8. – Sirakava japán császár († 1129)
- Guibert Nogent, francia történetíró és hittudós († 1124)
- Salamon magyar király († 1087)